# История ЦАР
Бассейн реки Убанги, составляющий сейчас территорию Центральноафриканской Республики, многократно входил в сферу влияния различных средневековых африканских государств, но никогда до французской колонизации не составлял единого государства. Французская колония Убанги-Шари, образованная в начале XX века, затем вошла в состав Французской Экваториальной Африки, а в 1960 году страна получила независимость. Дальнейшая её история представляет череду военных переворотов и диктаторских правлений, самое яркое из которых — самопровозглашённого императора Бокассы I. Лишь после 2005 года наметился переход к демократическому правлению, но это не помогло вернуть стабильность. С 2013 по 2016, согласно данным МВФ, являлась самой бедной страной мира по ВВП (ППС) на душу населения. В XXI веке в ЦАР имели место две гражданские войны, последняя из которых продолжается в 2024 году.

## Доколониальная история
Территория Центральноафриканской Республики была заселена по крайней мере с VII века. Она поочерёдно попадала в сферы влияния средневековых субсахарских государств. Три из них, Канем-Борно, Вадаи и Багирми, были расположены к северу, на территории современного Чада, и были мусульманскими. В основном эти государства использовали бассейн реки Убанги как источник рабов, которых потом продавали на севере Сахары. В XVIII и XIX веках в регион мигрировали новые народы, занде, банда и гбайя.

## Французская колонизация

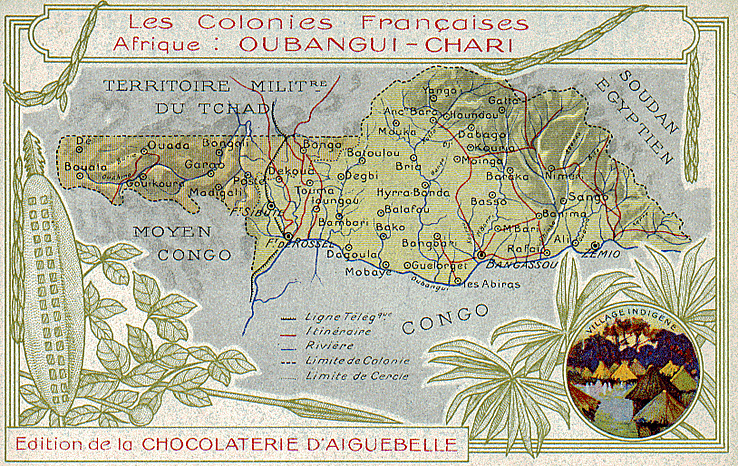
Территория Убанги-Шари в 1910 году

С 1875 года бассейн Убанги, включая современную территорию Центральноафриканской Республики, находился под властью местного суданского правителя и работорговца Рабиха аз-Зубайра. Европейцы, главным образом французы и бельгийцы, начали проникать в регион с 1885 года. В 1887 году Франция подписала договор с Свободным государством Конго, по которому правобережье реки Убанги отходило под французский контроль (левый берег оставался за Бельгией). В 1891 году французы основали укрепление в Банги, а в 1894 году была формально образована французская колония Убанги-Шари. Однако Франция не контролировала территорию до 1903 года, когда французские войска победили силы Рабиха аз-Зубайра в битве при Куссери. После этого началось планомерное создание администрации на всей территории Убанги-Шари. В 1906 году Убанги-Шари была объединена с колонией Чад. В 1910 году она стала одной из четырёх территорий федерации Французской Экваториальной Африки (остальными тремя были Чад, Габон и Среднее Конго). Затем на территории Убанги-Шари планомерно развивалась экономика, основанная на плантациях. Периодически население поднимало локализованные восстания против французской администрации.

## Достижение независимости
В 1940 году территория отказалась (вместе со всей федерацией, кроме Габона) подчиняться вишистскому правительству и последовала призыву генерала де Голля сражаться за свободную Францию. Это было связано главным образом с тем, что экономика Французской Экваториальной Африки была существенным образом завязана на соседние английские колонии (в первую очередь современную Нигерию), с которыми правительство Виши находилось в состоянии войны. После Второй мировой войны в 1946 году была принята новая конституция Франции, начавшая серию реформ. Результатом этих реформ в конце концов стало получение африканскими колониями независимости. В 1946 году все жители Французской Экваториальной Африки стали гражданами Франции и получили право избирать местные законодательные органы. Законодательное собрание в Центральной Африке возглавил Бартелеми Боганда, католический священник, известный своими выступлениями в пользу эмансипации африканского населения. В 1956 году французское законодательство было изменено, позволив начать образование органов самоуправления в колониях.
В 1958 году был проведён референдум, по результатам которого Французская Экваториальная Африка была упразднена. 1 декабря того же года законодательное собрание провозгласило создание Центральноафриканской Республики. Премьер-министром стал Боганда, погибший в марте 1959 года в авиакатастрофе. Вместо него премьер-министром стал его двоюродный брат Давид Дако. 13 августа 1960 года была провозглашена независимость Центральноафриканской Республики. Дако стал первым президентом республики и оставался на этом посту до 1 января 1966 года.

## Правление Бокассы

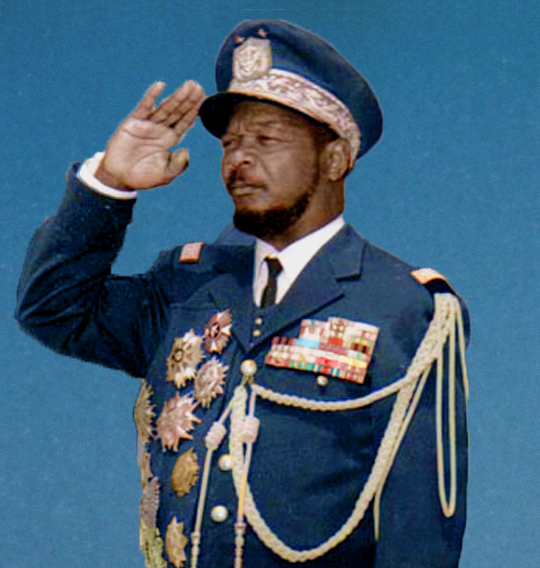
Жан-Бедель Бокасса

1 января 1966 года в Центральноафриканской республике был произведён государственный переворот, в результате которого к власти пришёл полковник Жан-Бедель Бокасса, ставший одним из самых эксцентричных диктаторов пост-колониальной Африки. Бокасса отменил конституцию 1959 года, распустил Законодательное собрание, и выпустил ряд указов, которые сосредоточили всю законодательную и исполнительную власть в стране в руках президента. 4 декабря 1976 года он провозгласил себя императором (Бокасса I), а страна стала называться Центральноафриканская Империя, что, впрочем, не было признано большинством государств мира. Правление Бокассы ознаменовалось необычно высоким даже для Африки уровнем коррупции и нарушений прав человека, за что он после свержения был заочно приговорён к смертной казни по целому букету обвинений (в том числе людоедство, последнее не было доказано), а шесть его сторонников были расстреляны.

## Вторая республика

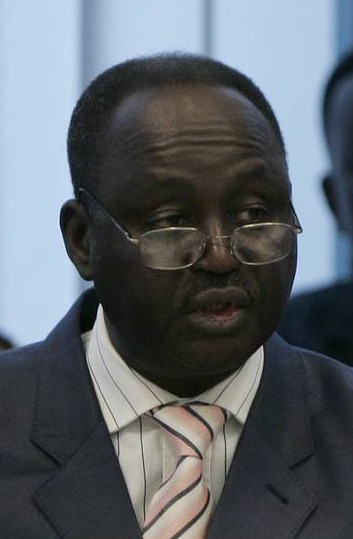
Франсуа Бозизе, президент с 2003 года

20 сентября 1979 года, когда Бокасса находился за границей, Дако при помощи Франции организовал бескровный государственный переворот и вернулся к власти. Бокасса вынужден был остаться в Кот-д’Ивуаре, затем в 1986 году неожиданно вернулся в Центральноафриканскую республику и был приговорён к смертной казни, заменённой пожизненным заключением (в 1993 году был освобождён по амнистии).
Дако не смог восстановить экономику страны, и, в свою очередь, 20 сентября 1981 года был смещён в результате нового бескровного государственного переворота. Во главе страны стал генерал Андре Колингба, четыре года затем занимавший должность председателя Военного Комитета Национального Возрождения. В 1985 году Комитет был распущен, и Колингба начал переход к гражданскому правлению. В 1986 году была образована Центральноафриканская демократическая партия, затем на референдуме принята новая конституция страны. 29 ноября 1986 года Колингба вступил в должность президента, а в июле 1987 года был избран парламент из 52 депутатов.
Конституция предполагала однопартийное устройство страны, но под внешним давлением Колингба согласился её переписать, разрешив создание других политических партий. Для этого была создана Национальная комиссия, а в 1992 году проведены первые многопартийные выборы. На выборах правящая партия потерпела поражение, после чего, ссылаясь на якобы допущенные нарушения, Колингба отменил результаты выборов. Под международным давлением, в частности, со стороны Франции, в октябре 1993 года пришлось провести следующие выборы, которые Колингба снова проиграл. Президентом по результатам второго тура выборов был избран Анж-Феликс Патассе.
Правительство Патассе также испытывало трудности с оздоровлением экономики. Задержки с выплатой заработной платы и неравенство армейских офицеров из разных народностей привело к тому, что в 1996 и 1997 году было как минимум три попытки свержения Патассе. Беспорядки были подавлены при помощи французской армии, и африканские миротворческие силы (MISAB) были введены в Банги, где находились до 1998 года. Затем они были заменены на силы ООН (MINURCA). В сентябре 1999 года Патассе был переизбран на второй президентский срок, несмотря на обвинения в коррупции и растущее недовольство в стране. В марте 2000 года последние солдаты MINURCA были выведены из Банги.

## Первая гражданская
15 марта 2003 года результатом давно идущего на периферии страны восстания стал переворот. В то время, как Патассе находился за границей, восставшие взяли Банги и провозгласили президентом Франсуа Бозизе. В результате началась гражданская война, в страну снова были введены войска ООН. 13 марта 2005 года были проведены президентские выборы, в которых принял участие Бозизе, несмотря на данные ранее обещания уйти в отставку после перехода к гражданскому правлению. Он и выиграл выборы, победив во втором туре бывшего премьер-министра Мартена Зигеле. Выборы в целом были оценены как проведённые без нарушений, хотя в них было запрещено участвовать Патассе. 8 мая того же года партия Бозизе, Национальная Конвергенция Ква На Ква, получила большинство мест на парламентских выборах.
В 2007 г. гражданская война завершилась соглашением с повстанцами.
На президентских выборах 23 января 2011 года Бозизе был переизбран на пост президента.

## Вторая гражданская война
В декабре 2012 г. повстанцы обвинили правительство в несоблюдении условий мирных соглашений, подписанных в 2007 году и захватили много крупных городов в центральной и восточной частях страны.11 января 2013 года в столице Габона, городе Либревиль было подписано соглашение о прекращении огня. Повстанцы отказались от требования отставки президента ЦАР Франсуа Бозизе, в свою очередь он до 18 января должен был назначить представителя оппозиции на пост премьер-министра страны.17 января премьер-министра Фостен-Арканжа Туадера сменил Николас Тьянгайе — кандидат, названный оппозицией.
Мирное соглашение было нарушено в марте 2013 года, когда повстанцы возобновили боевые действия, обвинив Бозизе в невыполнении своих обещаний. 24 марта повстанцы захватили президентский дворец, после чего Бозизе бежал в Камерун, а лидер повстанцев Мишель Джотодия объявил себя новым президентом страны. Он пообещал соблюдать январское соглашение о перемирии, нарушенное, по его словам, Бозизе, и сохранить пост премьер-министра за Тьянгайе.
К середине 2013 года обстановка в стране не стабилизировалась. Мусульманские вооружённые группы осуществляли убийства, грабежи, изнасилования, пытки и похищения людей, действуя, главным образом, против гражданских лиц — христиан. В ответ христиане начали создавать отряды самообороны (милиции) Антибалака (анти-мачете), которые начали осуществлять террор против мусульманского меньшинства.
5 декабря 2013 года Совет безопасности Организации объединённых наций принял резолюцию, санкционирующую ввод французских войск и сил Африканского союза в Центральноафриканскую Республику. 6 декабря французская армия приступила к проведению военных операций на территории Центральноафриканской республики.
10 января 2014 года было объявлено о том, что Мишель Джотодиа сложил с себя полномочия президента Центральноафриканской республики. Позже в отставку подал и премьер-министр ЦАР Николас Тьянгайе. К этому их вынудили лидеры стран Центральной Африки, собравшиеся на саммите ЭКОЦАС, а также Франция. Исполнять обязанности президента стал глава переходного совета Центральноафриканской республики Александр-Фердинанд Нгуенде
20 января 2014 года временным президентом Центральноафриканской республики была избрана Катрин Самба-Панза — мэр Банги.
В феврале 2016 года на президентских выборах победил ректор столичного университета Фостен-Арканж Туадера. 
28 августа 2018 года в Хартуме по инициативе России и при поддержке президента Судана Омара аль-Башира прошли консультации между лидерами групп «Антибалака» и «Селека». Они договорились создать Центральноафриканское объединение — общую платформу для консультаций и действий для реального и устойчивого мира в ЦАР. В принятой по итогам встречи декларации  содержится призыв к властям страны начать работу по примирению при содействии России, ЕС, региональных и международных организаций.